# Giáo hội Chính thống giáo Ba Lan
Giáo hội Chính thống giáo Độc lập Ba Lan (tiếng Ba Lan: Polski Autokefaliczny Kościół Prawosławny), thường được biết đến là Giáo hội Chính thống giáo Ba Lan, hoặc Giáo hội (Chính thống giáo) Ba Lan là một trong những Giáo hội Chính thống giáo Đông phương độc lập hiệp thông trọn vẹn. Giáo hội được thành lập năm 1924, để tưởng nhớ các Kitô hữu Chính thống giáo Ba Lan gốc ở phía đông của đất nước, khi Ba Lan giành lại được độc lập sau Chiến tranh thế giới thứ nhất.
Tổng cộng có khoảng 500,000 tín đồ (2016). Trong Đợt điều tra dân số Ba Lan năm 2011, có 156,000 công dân tuyên bố mình là thành viên Giáo hội.

## Lịch sử

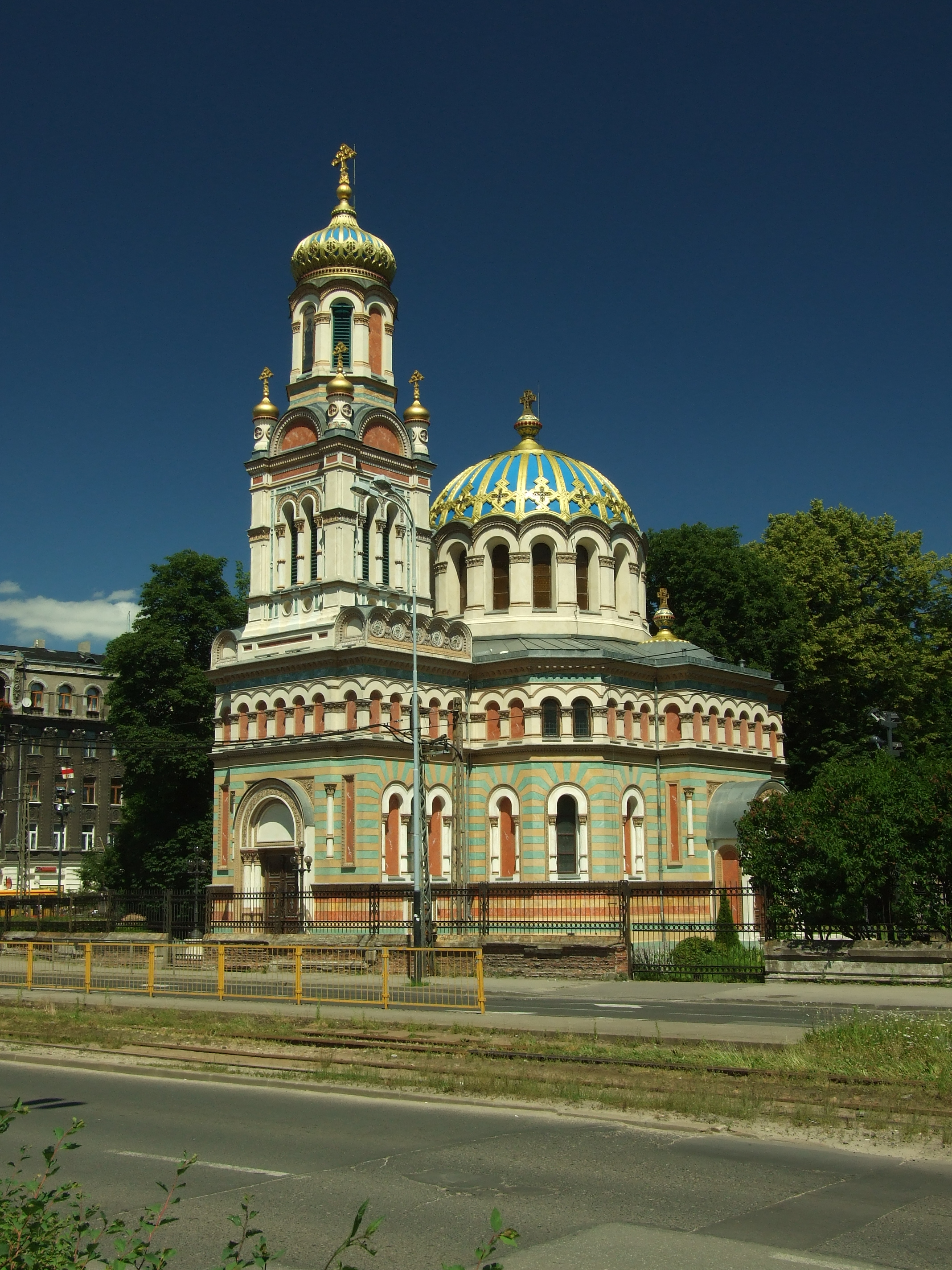
Thánh đường Alexander Nevsky, Łódź

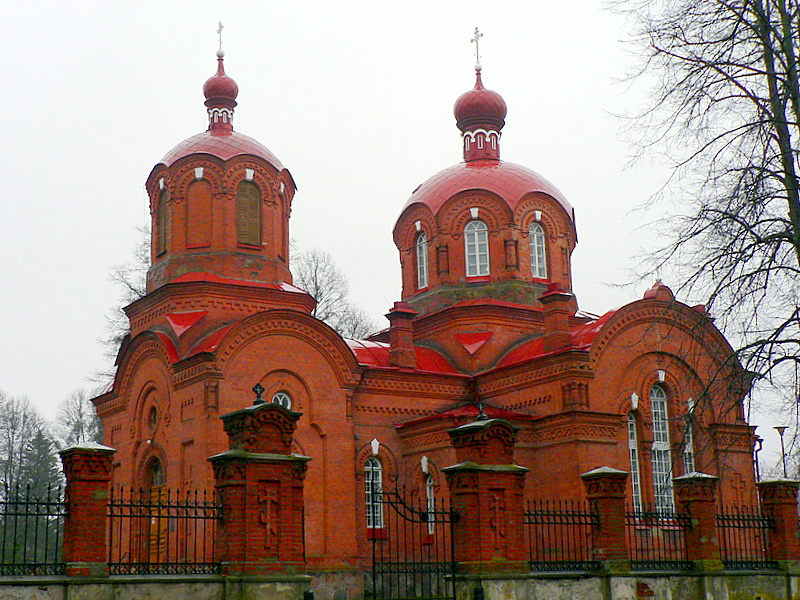
Chính thống giáo Đông phương ở Białowieża

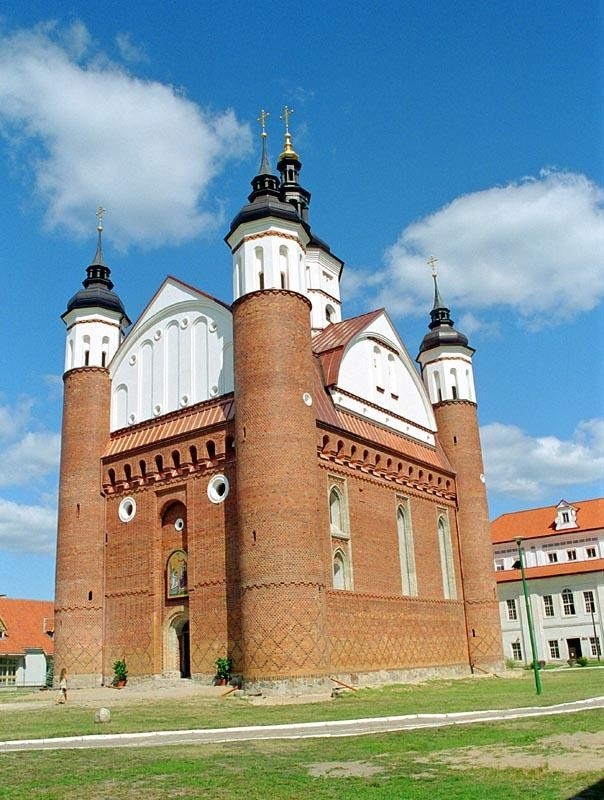
Tu viện Supraśl do Aleksander Chodkiewicz thành lập

Việc thành lập giáo hội diễn ra sau khi Hiệp ước Riga bỏ lại một vùng đất rộng lớn trước đây thuộc quyền kiểm soát của Đế quốc Nga, như là một phần của Đệ Nhị Cộng hòa Ba Lan. Chính thống giáo Đông phương đã lan rộng ở Tây Belarus và những người Volhynia Ukraina. Mất đi một liên kết giáo hội do việc đàn áp Giáo hội Chính thống giáo Nga của Liên Xô khiến giới giáo sĩ trong vùng bị khủng hoảng, và vào năm 1924, Thượng phụ Đại kết tiếp quản việc thành lập một vài giáo hội độc lập trên lãnh thổ của các nhà nước mới trước đây thuộc một phần hoặc thuộc hoàn toàn Đế quốc Nga (Phần Lan, các Nhà nước vùng Baltic và Ba Lan). Trước đó, vào tháng 1 năm 1922, chính phủ Ba Lan đã ban hành một sắc lệnh công nhận giáo hội Chính thống giáo và đặt giáo hội thuộc thẩm quyền của nhà nước. Vào thời điểm đó, một người Ukraina, Yurii Yaroshevsky, đã được tổ phụ Moskva bổ nhiệm làm Đô thành trưởng và giám mục. Khi Yaroshevsky bắt đầu gạt bỏ thẩm quyền của Giáo trưởng Moskva, ông đã bị ám sát bởi một thầy tu người Nga. Tuy nhiên, người kế nhiệm ông là Dionizy Waledyński (Dionisii Valedinsky), tiếp tục hành động cho sự độc lập của Giáo hội Chính thống giáo Ba Lan, cuối cùng cũng được ban bởi Thượng phụ Đại kết thành Constantinopolis trong lễ Tomos của mình ngày 13 tháng 11 năm 1924. Cho rằng đa phần các giáo dân là người Ukraina và Belarus sống ở khu vực phía Đông của Đệ Nhị Cộng hòa Ba Lan độc lập mới, Giáo trưởng thành Constantinopolis đã có một cơ sở kinh điển theo quy tắc giáo hội ban Tomos cho giáo hội Ba Lan như là người kế thừa của Kyiv Metropolia, lãnh thổ của Kyivan Rus' mà Constantinople tiếp tục xem là lãnh thổ kinh điển của họ trước đây (mặc dù vào năm 1686 đã đồng ý cho phép Moskva là người cai quản vùng đất). Thời điểm đó, Giáo hội Chính thống giáo Nga đã không công nhận việc Constantinople trao quyền tự chủ cho Ba Lan.
Tuy nhiên, trong Giai đoạn giữa hai cuộc chiến tranh, chính quyền Ba Lan đã áp đặt các hạn chế nghiêm ngặt với giáo hội và tăng lữ. Ví dụ tiêu biểu nhất là việc Thánh đường Alexander Nevsky ở Warszawa đã bị phá hủy giữa những năm 1920. Ở Volyhnia, có tổng cộng 190 nhà thờ Chính thống giáo Đông phương đã bị phá hủy và hơn 150 nhà thờ chuyển sang Giáo hội Công giáo Rôma. Một số phiên điều trần chống lại Pochayiv Lavra cũng đã diễn ra.
Sau Chiến tranh thế giới thứ hai, phần lớn lãnh thổ dân tộc Ukraina và Belarus bị Liên Xô thôn tính, lên đến 80% giáo phận và giáo đoàn của Giáo hội Chính thống giáo Ba Lan đã được hợp nhất với Giáo hội Chính thống giáo Nga tái lập mới đây. Các giáo phận còn lại thuộc lãnh thổ của Cộng hòa Nhân dân Ba Lan vẫn thuộc quyền của Giáo hội Chính thống giáo Ba Lan, bao gồm phấn lớn các lãnh thổ hỗn hợp cực đông như vùng xunh quanh Chełm và Białystok. Năm 1948, Sau khi Liên Xô thiết lập kiểm soát quân sự lên Ba Lan, Giáo hội Chính thống giáo Nga đã công nhận tình trạng độc lập của Giáo hội Chính thống giáo Ba Lan.
Mặc dù đa phần giáo đoàn tập trung theo phương diện lịch sử ở các vùng biên giới phía đông với các nhóm dân tộc thiểu số đáng kể người Ukraina và Belarus, thì hiện nay có khá nhiều giáo phận khắp đất nước - là kết quả của Cuộc Hành quân Vistula và các phong trào cộng đồng khác. Cũng có một vài môn đồ ở Brasil, là kết quả từ sự kết hợp kinh điển năm 1989 giữa hệ thống thứ bậc do Giám mục đô thành Gabriel của Lisboa đứng đầu, trước đây thuộc về Greek Old Calendarists, với Giáo hội Chính thống giáo Ba Lan. Tuy nhiên các giám mục Châu Âu, đã rời bỏ thẩm quyền vào năm 2000, cuối cùng dẫn đến việc Giám mục cao cấp Chrysostom được nâng lên giữ chức vụ Tổng giám mục. Hiện ở đó có các giáo xứ của các bang Rio de Janeiro, Pernambuco và Paraíba, ngoài ra còn có một tu viện ở João Pessoa.
Năm 2003, theo quyết định Hội đồng Tòa thánh của các Giám mục của Giáo hội Chính thống giáo Độc lập Ba Lan, các Thánh tử vì đạo của Chelm và Podlasie bị bức hại trong những năm 1940 đã được phong thánh.

## Các giáo chủ của Giáo hội
Giáo hội Chính thống giáo Độc lập Ba Lan được thành lập vào năm 1924. Theo truyền thống, các giáo chủ của giáo hội có danh xưng Giám mục đô thành Warszawa và Toàn Ba Lan. 
- Giám mục đô thành Jerzy (Dionizy Waledyński) - Tổng giám mục Warszawa (1921-1923) (Người tiền nhiệm lập nên cơ cấu của Giáo hội Chính thống giáo Độc lập Ba Lan)
- Giám mục đô thành Dionizy (Dionizy Waledyński) - Giám mục đô thành Warszawa và Toàn Ba Lan (1923-1948)
- Giám mục đô thành Makary (Makary Oksijuk) - Giám mục đô thành Warszawa và Toàn Ba Lan (1951-1959)
- Giám mục đô thành Tymoteusz (Tymoteusz Szretter) - Giám mục đô thành Warszawa và Toàn Ba Lan (1961-1962)
- Giám mục đô thành Stefan (Stefan Rudyk) - Giám mục đô thành Warszawa và Toàn Ba Lan (1965-1969)
- Giám mục đô thành Bazyli (Bazyli Doroszkiewicz) - Giám mục đô thành Warszawa và Toàn Ba Lan (1970-1998)
- Giám mục đô thành Sawa (Sawa Hrycuniak) - Giám mục đô thành Warszawa và Toàn Ba Lan (1998 đến nay)

## Người đứng đầu
Giáo hội do Tổng giám mục Warszawa và đô thành trưởng Toàn Ba Lan: Sawa (Michał) Hrycuniak (1998–) đứng đầu. Giáo hội được chia thành các giáo phận:

### Tổng giáo phận và Tổng giám mục
- Giáo phận Warsaw và Bielsk: Sawa (Hrycuniak)
- Giáo phận Białystok và Gdańsk: James (Kostiuczuk) (2008–)
- Giáo phận Łódź và Poznań: Simon (Romańczuk) (1993–)
- Giáo phận Wrocław và Szczecin: George (Pańkowski) (2017-)
- Giáo phận Lublin và Chełm: Abel (Popławski) (2001–)
- Giáo phận Przemyśl và Gorlice: Paisius (Martyniuk) (2016-)
- Giáo phận Rio de Janeiro và Olinda-Recife: Chrysostom (Freire) (1992–)
- Giáo phận Recife: Ambrose (Cubas) (1996–)

### Danh nghĩa Giáo phận và Giám mục
- Danh nghĩa Giáo phận Supraśl: Gregory (Charkiewicz) (2008–), Giám mục đại diện của Białystok và Gdańsk[15]
- Danh nghĩa Giáo phận Siemiatycze: George (Mariusz) Pańkowski (2007–), Chủ giáo của Polish Orthodox Military Ordinariate (tạm dịch: Giáo hạt Quân sự Chính thống giáo Ba Lan) và Giám mục đại diện của Warsaw và Bielsk

### Các thực thể khác
- Polish Orthodox Military Ordinariate (tạm dịch: Giáo hạt Quân sự Chính thống giáo Ba Lan)